# District congressionnel at-large du Dakota du Nord
Le district congressionnel at-large du Dakota du Nord est le seul district de l'État du Dakota du Nord. En termes de taille, il s'agit du huitième plus grand district congressionnel du pays.
Le district est actuellement représenté par le Républicain Kelly Armstrong.

## Histoire
Le district a été créé pour la première fois lorsque le Dakota du Nord a obtenu le statut d'État le 2 novembre 1889, en élisant un seul membre. À la suite du recensement des États-Unis de 1900, l'État s'est vu attribuer deux sièges, tous deux élus dans un district at-large. À la suite du recensement des États-Unis de 1910, un troisième siège fut obtenu, la législature attribuant trois districts distincts. Le troisième district a été éliminé après le recensement américain de 1930. Après la perte du troisième siège, le Dakota du Nord a recommencé à élire deux membres at-large.
À la suite du recensement américain de 1960, deux districts distincts ont été créés. En 1970, le deuxième district a été éliminé à la suite du recensement américain de 1970 et un seul district général a été créé. Depuis 1972, le Dakota du Nord a conservé une seule circonscription au Congrès.

## Historique de vote
| Année | Poste     | Résultats              |
| ----- | --------- | ---------------------- |
| 2000  | Président | Bush 61,0 % – 33,0 %   |
| 2004  | Président | Bush 63,0 % – 36,0 %   |
| 2008  | Président | McCain 53,0 % – 45,0 % |
| 2012  | Président | Romney 59,0 % – 39,0 % |
| 2016  | Président | Trump 64,0 % – 28,0 %  |
| 2020  | Président | Trump 66,0 % – 32,0 %  |

## Liste des Représentants du district

### 1889 - 1913: Un siège, puis deux
De 1889 à 1903, il y avait un siège, élu dans tout l'État. En 1903, un deuxième siège général fut ajouté, jusqu'en 1913.
| Années                                                         | Congrès   | Siège A (avant 1903)                         | Siège A (avant 1903)                         | Siège A (avant 1903)                                                                                               |                              | Siège B (À partir de 1903)   | Siège B (À partir de 1903)                                                                          | Siège B (À partir de 1903) |
| Années                                                         | Congrès   | Membre                                       | Parti                                        | Histoire électorale                                                                                                | Membre                       | Parti                        | Histoire électorale                                                                                 |                            |
| -------------------------------------------------------------- | --------- | -------------------------------------------- | -------------------------------------------- | --- | ---------------------------- | ---------------------------- | --------------------------------------------------------------------------------------------------- | -------------------------- |
| 4 mars 1889 - 1er 1889                                         | 51e       | Premier membre intronisé le 2 novembre 1889. | Premier membre intronisé le 2 novembre 1889. | Premier membre intronisé le 2 novembre 1889.                                                                       | Second siège ajouté en 1903. | Second siège ajouté en 1903. | Second siège ajouté en 1903.                                                                        |                            |
|                                                                | 51e       | Henry C. Hansbrough (en)                     | Républicain                                  | Élu en 1889. | Second siège ajouté en 1903. | Second siège ajouté en 1903. | Second siège ajouté en 1903.                                                                        |                            |
| 4 mars 1891 - 3 mars 1899                                      | 52e - 55e | Martin N. Johnson (en)                       | Républicain                                  | Élu en 1890. Réélu en 1892. Réélu en 1894. Réélu en 1896. Retrait pour se présenter comme Sénateur des États-Unis. | Second siège ajouté en 1903. | Second siège ajouté en 1903. | Second siège ajouté en 1903.                                                                        |                            |
| 4 mars 1899 - 3 mars 1901                                      | 56e       | Burleigh F. Spalding (en)                    | Républicain                                  | Élu en 1898. Retrait.                                                                                              | Second siège ajouté en 1903. | Second siège ajouté en 1903. | Second siège ajouté en 1903.                                                                        |                            |
| 4 mars 1901 - 3 mars 1903                                      | 57e       | Thomas F. Marshall (en)                      | Républicain                                  | Élu en 1900. Réélu en 1902. Réélu en 1904. Réélu en 1906. Retrait pour se présenter comme Sénateur des États-Unis. | Second siège ajouté en 1903. | Second siège ajouté en 1903. | Second siège ajouté en 1903.                                                                        |                            |
| 4 mars 1903 - 3 mars 1905                                      | 58e       | Thomas F. Marshall (en)                      | Républicain                                  | Élu en 1900. Réélu en 1902. Réélu en 1904. Réélu en 1906. Retrait pour se présenter comme Sénateur des États-Unis. | Burleigh F. Spalding (en)    | Républicain                  | Élu en 1902. Perd sa renomination                                                                   |                            |
| 4 mars 1905 - 3 mars 1909                                      | 59e , 60e | Thomas F. Marshall (en)                      | Républicain                                  | Élu en 1900. Réélu en 1902. Réélu en 1904. Réélu en 1906. Retrait pour se présenter comme Sénateur des États-Unis. | Asle Gronna (en)             | Républicain                  | Élu en 1904. Réélu en 1906. Réélu en 1908. Démissionne après avoir été élu Sénateur des États-Unis. |                            |
| 4 mars 1909 - 11 février 1911March 4, 1909 – February 11, 1911 | 61e       | Louis B. Hanna (en)                          | Républicain                                  | Élu en 1908. Réélu en 1910. Démissionne lorsqu'élu Gouverneur du Dakota du Nord.                                   | Asle Gronna (en)             | Républicain                  | Élu en 1904. Réélu en 1906. Réélu en 1908. Démissionne après avoir été élu Sénateur des États-Unis. |                            |
| 11 février 1911 - 3 mars 1911                                  | 61e       | Louis B. Hanna (en)                          | Républicain                                  | Élu en 1908. Réélu en 1910. Démissionne lorsqu'élu Gouverneur du Dakota du Nord.                                   | Vacant                       | Vacant                       | Vacant                                                                                              |                            |
| 4 mars 1911 - 7 janvier 1913                                   | 62e       | Louis B. Hanna (en)                          | Républicain                                  | Élu en 1908. Réélu en 1910. Démissionne lorsqu'élu Gouverneur du Dakota du Nord.                                   | Henry T. Helgesen (en)       | Républicain                  | Élu en 1910. Redécoupage vers le 1erdistrict.                                                       |                            |
| 7 janvier 1913 - 3 mars 1913                                   | 62e       | Vacant                                       | Vacant                                       | Vacant | Henry T. Helgesen (en)       | Républicain                  | Élu en 1910. Redécoupage vers le 1erdistrict.                                                       |                            |

### 1913 - 1933: District uniquement
Après le recensement de 1910, trois sièges ont été répartis entre les districts : le 1er district, le 2e district et le 3e district.

### 1933 - 1963: Deux sièges
En 1933, à la suite du recensement de 1930, la délégation fut réduite à deux sièges et les districts furent éliminés au profit de deux districts généraux, jusqu'en 1963.
| Années                          | Congrès   | Siège A                   | Siège A             | Siège A                                                                                             |                           | Siège B             | Siège B | Siège B |
| Années                          | Congrès   | Membre                    | Parti               | Histoire électorale                                                                                 | Membre                    | Parti               | Histoire électorale |         |
| ------------------------------- | --------- | ------------------------- | ------------------- | --------------------------------------------------------------------------------------------------- | ------------------------- | ------------------- | --- | ------- |
| 4 mars 1933 - 3 janvier 1935    | 73e       | James H. Sinclair (en)    | Républicain         | Redécoupage depuis le 3e district et réélu en 1932. Perd sa renomination.                           | William Lemke             | Ligue non partisane | Élu en 1932. Réélu en 1934. Réélu en 1936. Réélu en 1938. Réélu en 1940. Réélu en 1942. Retrait pour se présenter comme Sénateur des États-Unis. |         |
| 3 janvier 1935 - 3 janvier 1941 | 74e - 76e | Usher L. Burdick (en)     | Ligue non partisane | Élu en 1934. Réélu en 1936. Réélu en 1938. Retrait pour se présenter comme Sénateur des États-Unis. | William Lemke             | Ligue non partisane | Élu en 1932. Réélu en 1934. Réélu en 1936. Réélu en 1938. Réélu en 1940. Réélu en 1942. Retrait pour se présenter comme Sénateur des États-Unis. |         |
| 3 janvier 1941 - 3 janvier 1943 | 77e       | Usher L. Burdick (en)     | Ligue non partisane | Élu en 1934. Réélu en 1936. Réélu en 1938. Retrait pour se présenter comme Sénateur des États-Unis. | Charles S. Robertson (en) | Républicain         | Élu en 1940. Perd sa renomination. |         |
| 3 janvier 1943 - 3 janvier 1945 | 78e       | Usher L. Burdick (en)     | Ligue non partisane | Élu en 1934. Réélu en 1936. Réélu en 1938. Retrait pour se présenter comme Sénateur des États-Unis. | William Lemke             | Ligue non partisane | Élu en 1942. Réélu en 1944. Réélu en 1946. Réélu en 1948. Décès.                                                                                 |         |
| 3 janvier 1945 - 3 janvier 1949 | 79e , 80e | Charles S. Robertson (en) | Républicain         | Élu en 1944. Réélu en 1946. Perd sa renomination.                                                   | William Lemke             | Ligue non partisane | Élu en 1942. Réélu en 1944. Réélu en 1946. Réélu en 1948. Décès.                                                                                 |         |
| 3 janvier 1949 - 30 mai 1950    | 81e       | Usher L. Burdick (en)     | Ligue non partisane | Élu en 1948. Réélu en 1950. Réélu en 1952. Réélu en 1954. Réélu en 1956. Retrait.                   | William Lemke             | Ligue non partisane | Élu en 1942. Réélu en 1944. Réélu en 1946. Réélu en 1948. Décès.                                                                                 |         |
| 31 mai 1950 - 3 janvier 1951    | 81e       | Usher L. Burdick (en)     | Ligue non partisane | Élu en 1948. Réélu en 1950. Réélu en 1952. Réélu en 1954. Réélu en 1956. Retrait.                   | Vacant                    | Vacant              | Vacant |         |
| 3 janvier 1951 - 3 janvier 1953 | 82e       | Usher L. Burdick (en)     | Ligue non partisane | Élu en 1948. Réélu en 1950. Réélu en 1952. Réélu en 1954. Réélu en 1956. Retrait.                   | Fred G. Aandahl (en)      | Républicain         | Élu en 1950. Retrait pour se présenter comme Sénateur des États-Unis.                                                                            |         |
| 3 janvier 1953 - 3 janvier 1959 | 83e - 85e | Usher L. Burdick (en)     | Ligue non partisane | Élu en 1948. Réélu en 1950. Réélu en 1952. Réélu en 1954. Réélu en 1956. Retrait.                   | Otto Krueger (en)         | Républicain         | Élu en 1952. Réélu en 1954. Réélu en 1956. Retrait.                                                                                              |         |
| 3 janvier 1959 - 8 août 1960    | 86e       | Quentin Burdick           | Démocrate-NPL (en)  | Élu en 1958. Démissionne lorsqu'élu Sénateur des États-Unis.                                        | Don L. Short (en)         | Républicain         | Élu en 1958. Réélu en 1960. Redécoupage vers le 2e district.                                                                                     |         |
| 9 août 1960 - 3 janvier 1961    | 86e       | Vacant                    | Vacant              | Vacant                                                                                              | Don L. Short (en)         | Républicain         | Élu en 1958. Réélu en 1960. Redécoupage vers le 2e district.                                                                                     |         |
| 3 janvier 1961 - 3 janvier 1963 | 87e       | Hjalmar Nygaard (en)      | Républicain         | Élu en 1960. Redécoupage vers le 1er district.                                                      | Don L. Short (en)         | Républicain         | Élu en 1958. Réélu en 1960. Redécoupage vers le 2e district.                                                                                     |         |

### 1963 - 1973: Districts à nouveau
En 1963, à la suite du recensement de 1960, la délégation est à nouveau répartie entre les circonscriptions géographiques, la 1re et la 2e circonscription.

### 1973 - Présent: Un siège
En 1973, à la suite du recensement de 1970, la délégation fut réduite à un siège, représenté à l'échelle de l'État par un district at-large.
| Membre            | Parti              | Années                            | Congrès        | Histoire électorale |
| ----------------- | ------------------ | --------------------------------- | -------------- | --- |
| Mark Andrews (en) | Républicain        | 3 janvier 1973 - 3 janvier 1981   | 93e - 96e      | Redécoupage depuis le 1er district et réélu en 1972. Réélu en 1974. Réélu en 1976. Réélu en 1978. Retrait pour se présenter comme Sénateur des États-Unis.                    |
| Byron Dorgan      | Démocrate-NPL (en) | 3 janvier 1981 - 14 décembre 1992 | 97e - 102e     | Élu en 1980. Réélu en 1982. Réélu en 1984. Réélu en 1986. Réélu en 1988. Réélu en 1990. Retrait pour se présenter comme Sénateur des États-Unis et démissionne lorsque nommé. |
| Vacant            | Vacant             | 15 décembre 1992 - 3 janvier 1993 | 102e           | |
| Earl Pomeroy      | Démocrate-NPL (en) | 3 janvier 1993 - 3 janvier 2011   | 103e - 111e    | Élu en 1992. Réélu en 1994. Réélu en 1996. Réélu en 1998. Réélu en 2000. Réélu en 2004. Réélu en 2006. Réélu en 2008. Perd sa réélection.                                     |
| Rick Berg         | Républicain        | 3 janvier 2011 - 3 janvier 2013   | 112e           | Élu en 2010. Retrait pour se présenter comme Sénateur des États-Unis. |
| Kevin Cramer      | Républicain        | 3 janvier 2013 - 3 janvier 2019   | 113e - 115e    | Élu en 2012. Réélu en 2014. Réélu en 2016. Retrait pour se présenter comme Sénateur des États-Unis.                                                                           |
| Kelly Armstrong   | Républicain        | 3 janvier 2019 - Présent          | 116e - Présent | Élu en 2018. Réélu en 2020. Réélu en 2022. Retrait à la fin de son mandat pour de présenter comme Gouverneur de Dakota du Nord.                                               |

## Résultats des récentes élections
Voici les résultats des dix précédents cycles électoraux dans le district.

### 2004
| Élection de 2004 du district congressionnel at-large du Dakota du Nord | Élection de 2004 du district congressionnel at-large du Dakota du Nord | Élection de 2004 du district congressionnel at-large du Dakota du Nord | Élection de 2004 du district congressionnel at-large du Dakota du Nord | Élection de 2004 du district congressionnel at-large du Dakota du Nord |
| ---------------------------------------------------------------------- | ---------------------------------------------------------------------- | ---------------------------------------------------------------------- | ---------------------------------------------------------------------- | ---------------------------------------------------------------------- |
| Parti                                                                  | Parti                                                                  | Candidat                                                               | Votes                                                                  | %                                                                      |
|                                                                        | Démocrate-NPL (en)                                                     | Earl Pomeroy (sortant)                                                 | 185 130                                                                | 59,6                                                                   |
|                                                                        | Républicain                                                            | Duane Sand                                                             | 125 684                                                                | 40,4                                                                   |
| Total des votes                                                        | Total des votes                                                        | Total des votes                                                        | 310 814                                                                | 100 %                                                                  |
|                                                                        | Les Démocrate-NPL (en) conservent                                      |                                                                        |                                                                        |                                                                        |

### 2006
| Élection de 2006 du district congressionnel at-large du Dakota du Nord | Élection de 2006 du district congressionnel at-large du Dakota du Nord | Élection de 2006 du district congressionnel at-large du Dakota du Nord | Élection de 2006 du district congressionnel at-large du Dakota du Nord | Élection de 2006 du district congressionnel at-large du Dakota du Nord |
| ---------------------------------------------------------------------- | ---------------------------------------------------------------------- | ---------------------------------------------------------------------- | ---------------------------------------------------------------------- | ---------------------------------------------------------------------- |
| Parti                                                                  | Parti                                                                  | Candidat                                                               | Votes                                                                  | %                                                                      |
|                                                                        | Démocrate-NPL (en)                                                     | Earl Pomeroy (sortant)                                                 | 142 934                                                                | 65,68                                                                  |
|                                                                        | Républicain                                                            | Matt Mechtel                                                           | 74 687                                                                 | 34,32                                                                  |
| Total des votes                                                        | Total des votes                                                        | Total des votes                                                        | 217 621                                                                | 100 %                                                                  |
|                                                                        | Les Démocrate-NPL (en) conservent                                      |                                                                        |                                                                        |                                                                        |

### 2008
| Élection de 2008 du district congressionnel at-large du Dakota du Nord | Élection de 2008 du district congressionnel at-large du Dakota du Nord | Élection de 2008 du district congressionnel at-large du Dakota du Nord | Élection de 2008 du district congressionnel at-large du Dakota du Nord | Élection de 2008 du district congressionnel at-large du Dakota du Nord |
| ---------------------------------------------------------------------- | ---------------------------------------------------------------------- | ---------------------------------------------------------------------- | ---------------------------------------------------------------------- | ---------------------------------------------------------------------- |
| Parti                                                                  | Parti                                                                  | Candidat                                                               | Votes                                                                  | %                                                                      |
|                                                                        | Démocrate-NPL (en)                                                     | Earl Pomeroy (sortant)                                                 | 194 577                                                                | 61,97                                                                  |
|                                                                        | Républicain                                                            | Duane Sand                                                             | 119 388                                                                | 38,03                                                                  |
| Total des votes                                                        | Total des votes                                                        | Total des votes                                                        | 313 965                                                                | 100 %                                                                  |
|                                                                        | Les Démocrate-NPL (en) conservent                                      |                                                                        |                                                                        |                                                                        |

### 2010
| Élection de 2010 du district congressionnel at-large du Dakota du Nord | Élection de 2010 du district congressionnel at-large du Dakota du Nord | Élection de 2010 du district congressionnel at-large du Dakota du Nord | Élection de 2010 du district congressionnel at-large du Dakota du Nord | Élection de 2010 du district congressionnel at-large du Dakota du Nord |
| ---------------------------------------------------------------------- | ---------------------------------------------------------------------- | ---------------------------------------------------------------------- | ---------------------------------------------------------------------- | ---------------------------------------------------------------------- |
| Parti                                                                  | Parti                                                                  | Candidat                                                               | Votes                                                                  | %                                                                      |
|                                                                        | Républicain                                                            | Rick Berg                                                              | 129 802                                                                | 54,74                                                                  |
|                                                                        | Démocrate-NPL (en)                                                     | Earl Pomeroy (sortant)                                                 | 106 542                                                                | 44,93                                                                  |
|                                                                        | Write-In                                                               | Write-In                                                               | 793                                                                    | 0,33                                                                   |
| Total des votes                                                        | Total des votes                                                        | Total des votes                                                        | 237 137                                                                | 100 %                                                                  |
|                                                                        | Les Républicains prennent aux Démocrates                               |                                                                        |                                                                        |                                                                        |

### 2012
| Élection de 2012 du district congressionnel at-large du Dakota du Nord | Élection de 2012 du district congressionnel at-large du Dakota du Nord | Élection de 2012 du district congressionnel at-large du Dakota du Nord | Élection de 2012 du district congressionnel at-large du Dakota du Nord | Élection de 2012 du district congressionnel at-large du Dakota du Nord |
| ---------------------------------------------------------------------- | ---------------------------------------------------------------------- | ---------------------------------------------------------------------- | ---------------------------------------------------------------------- | ---------------------------------------------------------------------- |
| Parti                                                                  | Parti                                                                  | Candidat                                                               | Votes                                                                  | %                                                                      |
|                                                                        | Républicain                                                            | Kevin Cramer                                                           | 173 585                                                                | 54,89                                                                  |
|                                                                        | Démocrate-NPL (en)                                                     | Pam Gulleson                                                           | 131 870                                                                | 41,70                                                                  |
|                                                                        | Libertarien                                                            | Eric Olson                                                             | 10 261                                                                 | 3,24                                                                   |
|                                                                        | Write-In                                                               | Write-In                                                               | 508                                                                    | 0,16                                                                   |
| Total des votes                                                        | Total des votes                                                        | Total des votes                                                        | 316 224                                                                | 100 %                                                                  |
|                                                                        | Les Républicains conservent                                            |                                                                        |                                                                        |                                                                        |

### 2014
| Élection de 2014 du district congressionnel at-large du Dakota du Nord | Élection de 2014 du district congressionnel at-large du Dakota du Nord | Élection de 2014 du district congressionnel at-large du Dakota du Nord | Élection de 2014 du district congressionnel at-large du Dakota du Nord | Élection de 2014 du district congressionnel at-large du Dakota du Nord |
| ---------------------------------------------------------------------- | ---------------------------------------------------------------------- | ---------------------------------------------------------------------- | ---------------------------------------------------------------------- | ---------------------------------------------------------------------- |
| Parti                                                                  | Parti                                                                  | Candidat                                                               | Votes                                                                  | %                                                                      |
|                                                                        | Républicain                                                            | Kevin Cramer (sortant)                                                 | 138 100                                                                | 55,54                                                                  |
|                                                                        | Démocrate-NPL (en)                                                     | George B. Sinner                                                       | 95 678                                                                 | 38,48                                                                  |
|                                                                        | Libertarien                                                            | Robert J. « Jack » Seaman                                              | 14 531                                                                 | 5,84                                                                   |
|                                                                        | Write-In                                                               | Write-In                                                               | 361                                                                    | 0,15                                                                   |
| Total des votes                                                        | Total des votes                                                        | Total des votes                                                        | 248 670                                                                | 100 %                                                                  |
|                                                                        | Les Républicains conservent                                            |                                                                        |                                                                        |                                                                        |

### 2016
| Élection de 2016 du district congressionnel at-large du Dakota du Nord | Élection de 2016 du district congressionnel at-large du Dakota du Nord | Élection de 2016 du district congressionnel at-large du Dakota du Nord | Élection de 2016 du district congressionnel at-large du Dakota du Nord | Élection de 2016 du district congressionnel at-large du Dakota du Nord |
| ---------------------------------------------------------------------- | ---------------------------------------------------------------------- | ---------------------------------------------------------------------- | ---------------------------------------------------------------------- | ---------------------------------------------------------------------- |
| Parti                                                                  | Parti                                                                  | Candidat                                                               | Votes                                                                  | %                                                                      |
|                                                                        | Républicain                                                            | Kevin Cramer (sortant)                                                 | 233 980                                                                | 69,13                                                                  |
|                                                                        | Démocrate-NPL (en)                                                     | Chase Iron Eyes                                                        | 80 377                                                                 | 23,75                                                                  |
|                                                                        | Libertarien                                                            | Robert J. « Jack » Seaman                                              | 23 528                                                                 | 6,95                                                                   |
|                                                                        | Write-In                                                               | Write-In                                                               | 574                                                                    | 0,17                                                                   |
| Total des votes                                                        | Total des votes                                                        | Total des votes                                                        | 338 459                                                                | 100 %                                                                  |
|                                                                        | Les Républicains conservent                                            |                                                                        |                                                                        |                                                                        |

### 2018
| Élection de 2018 du district congressionnel at-large du Dakota du Nord | Élection de 2018 du district congressionnel at-large du Dakota du Nord | Élection de 2018 du district congressionnel at-large du Dakota du Nord | Élection de 2018 du district congressionnel at-large du Dakota du Nord | Élection de 2018 du district congressionnel at-large du Dakota du Nord |
| ---------------------------------------------------------------------- | ---------------------------------------------------------------------- | ---------------------------------------------------------------------- | ---------------------------------------------------------------------- | ---------------------------------------------------------------------- |
| Parti                                                                  | Parti                                                                  | Candidat                                                               | Votes                                                                  | %                                                                      |
|                                                                        | Républicain                                                            | Kelly Armstrong                                                        | 193 568                                                                | 60,20                                                                  |
|                                                                        | Démocrate-NPL (en)                                                     | Mac Shchneider                                                         | 114 377                                                                | 35,57                                                                  |
|                                                                        | Indépendant                                                            | Charles Tuttle                                                         | 13 066                                                                 | 4,06                                                                   |
|                                                                        | Write-In                                                               | Write-In                                                               | 521                                                                    | 0,16                                                                   |
| Total des votes                                                        | Total des votes                                                        | Total des votes                                                        | 321 532                                                                | 100 %                                                                  |
|                                                                        | Les Républicains conservent                                            |                                                                        |                                                                        |                                                                        |

### 2020
| Élection de 2020 du district congressionnel at-large du Dakota du Nord | Élection de 2020 du district congressionnel at-large du Dakota du Nord | Élection de 2020 du district congressionnel at-large du Dakota du Nord | Élection de 2020 du district congressionnel at-large du Dakota du Nord | Élection de 2020 du district congressionnel at-large du Dakota du Nord |
| ---------------------------------------------------------------------- | ---------------------------------------------------------------------- | ---------------------------------------------------------------------- | ---------------------------------------------------------------------- | ---------------------------------------------------------------------- |
| Parti                                                                  | Parti                                                                  | Candidat                                                               | Votes                                                                  | %                                                                      |
|                                                                        | Républicain                                                            | Kelly Armstrong (sortant)                                              | 245 229                                                                | 68,96                                                                  |
|                                                                        | Démocrate-NPL (en)                                                     | Zach Raknerud                                                          | 97 970                                                                 | 27,55                                                                  |
|                                                                        | Libertarien                                                            | Steven Peterson                                                        | 12 024                                                                 | 3,38                                                                   |
|                                                                        | Write-In                                                               | Write-In                                                               | 375                                                                    | 0,11                                                                   |
| Total des votes                                                        | Total des votes                                                        | Total des votes                                                        | 355 595                                                                | 100 %                                                                  |
|                                                                        | Les Républicains conservent                                            |                                                                        |                                                                        |                                                                        |

### 2022
| Primaire républicaine de 2022 du district congressionnel at-large du Dakota du Nord | Primaire républicaine de 2022 du district congressionnel at-large du Dakota du Nord | Primaire républicaine de 2022 du district congressionnel at-large du Dakota du Nord | Primaire républicaine de 2022 du district congressionnel at-large du Dakota du Nord | Primaire républicaine de 2022 du district congressionnel at-large du Dakota du Nord |
| ----------------------------------------------------------------------------------- | ----------------------------------------------------------------------------------- | ----------------------------------------------------------------------------------- | ----------------------------------------------------------------------------------- | ----------------------------------------------------------------------------------- |
| Parti                                                                               | Parti                                                                               | Candidat                                                                            | Votes                                                                               | %                                                                                   |
|                                                                                     | Républicain                                                                         | Kelly Armstrong (sortant)                                                           | 41 260                                                                              | 100 %                                                                               |

| Primaire démocrate de 2022 du district congressionnel at-large du Dakota du Nord | Primaire démocrate de 2022 du district congressionnel at-large du Dakota du Nord | Primaire démocrate de 2022 du district congressionnel at-large du Dakota du Nord | Primaire démocrate de 2022 du district congressionnel at-large du Dakota du Nord | Primaire démocrate de 2022 du district congressionnel at-large du Dakota du Nord |
| -------------------------------------------------------------------------------- | -------------------------------------------------------------------------------- | -------------------------------------------------------------------------------- | -------------------------------------------------------------------------------- | -------------------------------------------------------------------------------- |
| Parti                                                                            | Parti                                                                            | Candidat                                                                         | Votes                                                                            | %                                                                                |
|                                                                                  | Démocrate-NPL (en)                                                               | Mark Haugen                                                                      | 37 475                                                                           | 100 %                                                                            |

| Élection de 2022 du district congressionnel at-large du Dakota du Nord | Élection de 2022 du district congressionnel at-large du Dakota du Nord | Élection de 2022 du district congressionnel at-large du Dakota du Nord | Élection de 2022 du district congressionnel at-large du Dakota du Nord | Élection de 2022 du district congressionnel at-large du Dakota du Nord |
| ---------------------------------------------------------------------- | ---------------------------------------------------------------------- | ---------------------------------------------------------------------- | ---------------------------------------------------------------------- | ---------------------------------------------------------------------- |
| Parti                                                                  | Parti                                                                  | Candidat                                                               | Votes                                                                  | %                                                                      |
|                                                                        | Républicain                                                            | Kelly Armstrong (sortant)                                              | 148 399                                                                | 62,2                                                                   |
|                                                                        | Indépendant                                                            | Cara Mund                                                              | 89 644                                                                 | 37,6                                                                   |
|                                                                        | Write-In                                                               | Write-In                                                               | 543                                                                    | 0,2                                                                    |
| Total des votes                                                        | Total des votes                                                        | Total des votes                                                        | 238 586                                                                | 100 %                                                                  |
|                                                                        | Les Républicains conservent                                            |                                                                        |                                                                        |                                                                        |

### 2024
| Primaire républicaine de 2024 du district congressionnel at-large du Dakota du Nord | Primaire républicaine de 2024 du district congressionnel at-large du Dakota du Nord | Primaire républicaine de 2024 du district congressionnel at-large du Dakota du Nord | Primaire républicaine de 2024 du district congressionnel at-large du Dakota du Nord | Primaire républicaine de 2024 du district congressionnel at-large du Dakota du Nord |
| ----------------------------------------------------------------------------------- | ----------------------------------------------------------------------------------- | ----------------------------------------------------------------------------------- | ----------------------------------------------------------------------------------- | ----------------------------------------------------------------------------------- |
| Parti                                                                               | Parti                                                                               | Candidat                                                                            | Votes                                                                               | %                                                                                   |
|                                                                                     | Républicain                                                                         | Julie Fedorchak                                                                     | 43 424                                                                              | 45,9                                                                                |
|                                                                                     | Républicain                                                                         | Rick Becker                                                                         | 27 965                                                                              | 29,6                                                                                |
|                                                                                     | Républicain                                                                         | Cara Mund                                                                           | 18 460                                                                              | 19,5                                                                                |
|                                                                                     | Républicain                                                                         | Alex Balazs                                                                         | 3 788                                                                               | 4,0                                                                                 |
|                                                                                     | Républicain                                                                         | Sharlet Mohr                                                                        | 800                                                                                 | 0,8                                                                                 |
|                                                                                     | Write-In                                                                            | Write-In                                                                            | 109                                                                                 | 0,1                                                                                 |

| Primaire démocrate de 2024 du district congressionnel at-large du Dakota du Nord | Primaire démocrate de 2024 du district congressionnel at-large du Dakota du Nord | Primaire démocrate de 2024 du district congressionnel at-large du Dakota du Nord | Primaire démocrate de 2024 du district congressionnel at-large du Dakota du Nord | Primaire démocrate de 2024 du district congressionnel at-large du Dakota du Nord |
| -------------------------------------------------------------------------------- | -------------------------------------------------------------------------------- | -------------------------------------------------------------------------------- | -------------------------------------------------------------------------------- | -------------------------------------------------------------------------------- |
| Parti                                                                            | Parti                                                                            | Candidat                                                                         | Votes                                                                            | %                                                                                |
|                                                                                  | Démocrate-NPL (en)                                                               | Trygve Hammer                                                                    | 14 088                                                                           | 73,4                                                                             |
|                                                                                  | Démocrate-NPL (en)                                                               | Roland Riemers                                                                   | 5 042                                                                            | 26,3                                                                             |
|                                                                                  | Write-In                                                                         | Write-In                                                                         | 75                                                                               | 0,4                                                                              |

| Élection de 2024 du district congressionnel at-large du Dakota du Nord | Élection de 2024 du district congressionnel at-large du Dakota du Nord | Élection de 2024 du district congressionnel at-large du Dakota du Nord | Élection de 2024 du district congressionnel at-large du Dakota du Nord | Élection de 2024 du district congressionnel at-large du Dakota du Nord |
| ---------------------------------------------------------------------- | ---------------------------------------------------------------------- | ---------------------------------------------------------------------- | ---------------------------------------------------------------------- | ---------------------------------------------------------------------- |
| Parti                                                                  | Parti                                                                  | Candidat                                                               | Votes                                                                  | %                                                                      |
|                                                                        | Républicain                                                            | Julie Fedorchak                                                        | 249 101                                                                | 69,2                                                                   |
|                                                                        | Démocrate-NPL (en)                                                     | Trygve Hammer                                                          | 109 231                                                                | 30,4                                                                   |
|                                                                        | Write-In                                                               | Write-In                                                               | 1455                                                                   | 0,4                                                                    |
| Total des votes                                                        | Total des votes                                                        | Total des votes                                                        | 359 787                                                                | 100 %                                                                  |
|                                                                        | Les Républicains conservent                                            |                                                                        |                                                                        |                                                                        |